# Metagonyleptes pallidipalpis
Metagonyleptes pallidipalpis is een hooiwagen uit de familie Gonyleptidae.